# Volby do České národní rady 1968
Volby do České národní rady 1968 proběhly 10. července 1968, kdy bylo zvoleno 150 poslanců, a 21. prosince 1968, když byla Česká národní rada (ČNR) rozšířena o 50 poslanců. Jednalo se o první volby do ČNR (definována tehdy jako „prozatímní orgán ústavní politické reprezentace českého národa“) a lišily se od těch následujících tím, že byly nepřímé. Prvních 150 poslanců v červenci 1968 zvolilo Národní shromáždění Československé socialistické republiky. Doplňovací volbu 50 dalších zastupitelů v prosinci 1968 provedla v souladu s ustanovením § 146 odst. 2 ústavního zákona o federaci sama ČNR, na návrh Ústředního výboru Národní fronty. ČNR pak získala řádný ústavní charakter od 1. ledna 1969 v souvislosti s uskutečněním federalizace Československa.

## Mandáty
| Strana     | Počet poslanců |
| ---------- | -------------- |
| KSČ        | 128            |
| ČSS        | 25             |
| ČSL        | 25             |
| nestraníci | 22             |
| Celkem     | 200            |